# 1972년 동계 올림픽 유고슬라비아 선수단

1972년 동계 올림픽 유고슬라비아 선수단은 일본 삿포로에서 개최된 1972년 동계 올림픽에 참가한 올림픽 유고슬라비아 선수단이다.